# Брюин, Урсула
Урсула Брюин (нем. Ursula Bruhin, род. 19 марта 1970, Швиц, Швейцария) — швейцарская сноубордистка, выступавшая в параллельном гигантском слаломе и параллельном слаломе.
- Двукратная Чемпионка мира в параллельном гигантском слаломе (2001, 2003);
- Двукратная победительница Общего зачёта Кубка мира в параллельных дисциплинах (2001/2002, 2002/2003);
- Участница Зимних Олимпийских игр 2006 (7 место);
- Многократный победитель и призёр этапов Кубка мира в параллельных дисциплинах;
- Многократная чемпионка и призёр Чемпионатов Швейцарии;